# Математична константа

Універсальна параболічна стала це співвідношення довжини дуги сегменту параболи (червоним), що обмежена хордою, яка проходить через точку фокусу паралельно директрисі, (синім) до фокального параметру (зеленим).

Математична константа — величина, значення якої не змінюється; в цьому вона протилежна змінній. Зазвичай — це дійсне або комплексне число, яка виводиться в самій математиці, тому на відміну від фізичних констант, математичні константи визначені незалежно від якихось фізичних вимірювань.

## Деякі вибрані константи
Використані скорочення: Р — раціональне число, І — ірраціональне число, А — алгебраїчне число, Т — трансцендентне число, ? — невідомо; мат — звичайна математика, ТЧ — теорія чисел, ТХ — теорія хаосу, комб — комбінаторика.
| Символ                      | Наближене значення                                 | Назва                                                         | Галузь           | Значення | Вперше описана               | Число відомих знаків |
| --------------------------- | -------------------------------------------------- | ------------------------------------------------------------- | ---------------- | -------- | ---------------------------- | -------------------- |
| {\displaystyle 0}           | 0                                                  | нуль                                                          | мат              | Р        | 7 ст. до Р.Х.- 5 ст. до Р.Х. |                      |
| {\displaystyle 1}           | 1                                                  | одиниця, Unity                                                | мат              | Р        |                              |                      |
| {\displaystyle i}           | {\displaystyle {\sqrt {-1}}}                       | уявна одиниця                                                 | мат, мат. аналіз | А        | 16 століття                  |                      |
| {\displaystyle \pi }        | ≈ 3,141 592 653 589 793 238 462 643 383 279 502 88 | пі, константа Архімеда                                        | мат              | Т        | 2000 рік до Р.Х.             | 1 241 100 000 000    |
| {\displaystyle e}           | ≈ 2,718 281 828 459 045 235 360 287 471 352 662 49 | константа Непера, число Ейлера, основа натурального логарифма | мат              | Т        |                              | 12 884 901 000       |
| {\displaystyle {\sqrt {2}}} | ≈ 1,414 213 562 373 095 048 801 688 724 209 698 07 | константа Піфагора, квадратний корінь з 2                     | мат              | І        |                              | 137 438 953 444      |
| {\displaystyle {\sqrt {3}}} | ≈ 1,732 050 807 568 877 293 527 446 341 505        | константа Теодоруса, квадратний корінь з 3                    | мат              | І        |                              |                      |
| {\displaystyle \gamma }     | ≈ 0,577 215 664 901 532 860 606 512 090 082 402 43 | стала Ейлера — Маскероні                                      | мат, ТЧ          | ?        |                              | 108 000 000          |
| {\displaystyle \varphi }    | ≈ 1,618 033 988 749 894 848 204 586 834 365 638 11 | золотий перетин                                               | мат              | І        |                              | 3 141 000 000        |
| {\displaystyle \beta ^{*}}  | 0,702 58                                           | константа Ембрі — Трефетена                                   | ТЧ               |          |                              |                      |
| {\displaystyle \delta }     | ≈ 4,669 201 609 102 990 671 853 203 820 466 201 61 | константи Фейгенбаума                                         | ТХ               |          | 1975                         |                      |
| {\displaystyle \alpha }     | ≈ 2,502 907 875 095 892 822 283 902 873 218 215 78 | константи Фейгенбаума                                         | ТХ               |          |                              |                      |
| {\displaystyle C_{2}}       | ≈ 0,660 161 815 846 869 573 927 812 110 014 555 77 | константа простих близнюків                                   | ТЧ               |          |                              | 5 020                |
| {\displaystyle M_{1}}       | ≈ 0,261 497 212 847 642 783 755 426 838 608 695 85 | константа Майсселя — Мертенса                                 | ТЧ               |          | 1866; 1874                   | 8010                 |
| {\displaystyle B_{2}}       | ≈ 1,902 160 582 3                                  | константа Бруна для простих близнюків                         | ТЧ               |          | 1919                         | 10                   |

| Позначення | Значення                                      |
| ---------- | --------------------------------------------- |
| π          | ≈ 3,14159 26535 89793 23846 26433 83279 50288 |
| e          | ≈ 2,71828 18284 59045 23536 02874 71352 66249 |

## Загальні математичні константи

### Константа Архімедаπ

Окружність кола із діаметром 1 дорівнює π.

Стала π (пі) має натуральне визначення в Евклідовій геометрії (співвідношення між окружністю і діаметром кола), але її можна зустріти в багатьох математичних поняттях: наприклад, Гаусівський інтеграл у комплексному аналізі, у Корінь з одиниці в теорії чисел, і Розподіл Коші імовірностей. Однак, її поширення не обмежується лише класичною математикою. Вона використовується в багатьох фізичних формулах, і деякі фізичні константи визначені через π. Однак, об'єктом дискусій щодо того, наскільки її використання є фундаментальним в таких випадках. Наприклад, нерелятивістська хвильова функція основного стану атома водню є такою:
{\displaystyle \psi (\mathbf {r} )={\frac {1}{(\pi a_{0}^{3})^{1/2}}}e^{-r/a_{0}},}
де {\displaystyle a_{0}} це радіус Бора. Формула містить число π, але залишається не ясним, наскільки це коректно у фізичному плані, або це лише відображає π в виразі {\displaystyle {4\pi r^{2}}} для розрахунку площі поверхні сфери із радіусом {\displaystyle r}. Крім того, ця формула дає лише приблизне описання фізичної реальності, оскільки вона не враховує спін, релятивізм, і квантову природу електромагнітного поля. Аналогічно, поява числа π у формулі, що описує закон Кулона в одиницях вимірювання СІ, залежить від вибору системи одиниць, і історично це пов'язано з тим як була введена в практику так звана діелектрична проникність вільного простору, яку запропонував Джованні Джорджі в 1901. Константа π, як в наведеному рівнянні, часто мають чисто з математичну природу і сенс, а не фізичну.
Числове значення π приблизно дорівнює 3.1415926535 (послідовність A000796 з Онлайн енциклопедії послідовностей цілих чисел, OEIS). Запам'ятовування як змога більшої кількості цифр числа π є свого типу змаганням за встановлення світового рекорду.

### Число Ейлераe

Експоненційне зростання (зеленим) описує багато фізичних явищ.

Число Ейлера e, що також відоме як стала експоненційного зростання, застосовується у багатьох галузях математики і одним із можливих визначень її значення є наступний вираз:
{\displaystyle e=\lim _{n\to \infty }\left(1+{\frac {1}{n}}\right)^{n}}
Наприклад, математик Якоб Бернуллі встановив, що число e виникає в розрахунках складних відсотків: рахунок, який починається із суми в $1, і дає відсоток із річною ставкою R при постійному зростанні, акумулюватиме до eR доларів до кінця одного року. Константа e також має своє застосування у теорії ймовірностей, де вона очевидно не пов'язана із експоненціальним зростанням. Уявімо ігровий автомат із ймовірністю один із n отримати виграш. Нехай з ним зіграли n разів. Тоді, для великих значень n (настільки великих як один мільйон) імовірність того, що нічого не буде виграно дорівнюватиме приблизно 1/e і прямує до цього значення з тим як n прямує до нескінченності.
Іншим застосуванням числа e, яку вирішив Якоб Бернулі одночасно з французьким математиком П'єром де Монмором, є задача перестановок без нерухомих точок, що також називається безладом. Нехай, наприклад, n це кількість гостей, яких запросили на вечірку, і на вході кожен гість віддає свого капелюха дворецькому, який складає їх у підписані комірки. Дворецький не знає імен гостей, і тому розкладає їх капелюхи навмання. Задачею де Монмора є знайти ймовірність того, що жоден з капелюхів гостей не буде покладений в правильну комірку. Відповіддю до цієї задачі буде
{\displaystyle p_{n}=1-{\frac {1}{1!}}+{\frac {1}{2!}}-{\frac {1}{3!}}+\cdots +(-1)^{n}{\frac {1}{n!}}}
із тим як n прямує до нескінченності, pn наближатиметься до 1/e.
Числове значення сталої e приблизно становить 2.7182818284 (послідовність A001113 з Онлайн енциклопедії послідовностей цілих чисел, OEIS).

### Константа Піфагора√2

Квадратний корінь з 2 дорівнює довжині гіпотенузи прямокутного трикутника, катети якого мають довжину 1.

Квадратний корінь з двох, відомий як  константа Піфагора і записується як √2, є додатнім алгебраїчним числом, при множенні якого на самого себе результатом буде число 2. Більш точно його називати головний корінь числа 2, аби відрізнити його від від'ємного числа, яке має таку ж властивість.
В геометричному сенсі квадратний корінь числа 2 це довжина діагоналі, що розділяє квадрат, сторони якого дорівнюють одиниці. Це випливає із теореми Піфагора. Ймовірно, це перше відоме ірраціональне число.
Його числове значення із точністю до 65 десяткових знаків є наступним:
1.41421356237309504880168872420969807856967187537694807317667973799... послідовність A002193 з Онлайн енциклопедії послідовностей цілих чисел, OEIS.

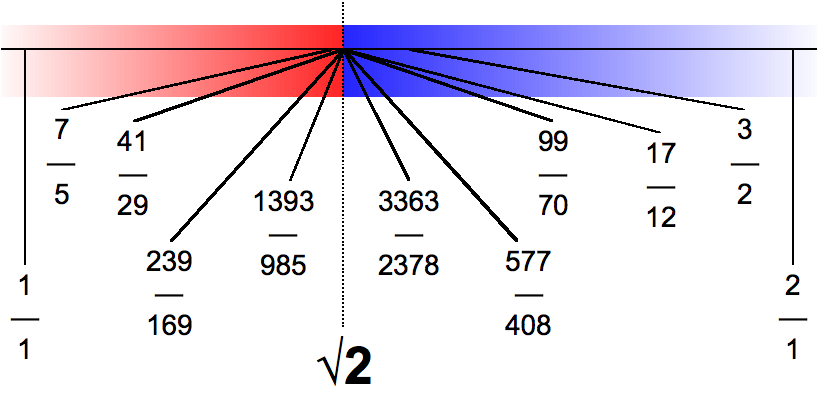
Квадратний корінь з 2.

Часто для спрощення розрахунків використовується наближене значення у вигляді дробу 99/70 (≈ 1.41429). Дане число відрізняється від правильного менше ніж на 1/10000 (приблизно 7.2 × 10 −5).

### Уявна одиницяi

i на комплексній або декартовій площині. Дійсні числа знаходяться на горизонтальній осі, а уявні числа задаються вертикальною віссю

Уявна одиниця, позначається як i, є математичним поняттям, що розширює систему дійсних чисел ℝ до системи комплексних чисел ℂ, що в свою чергу визначає принаймні один корінь будь-якого поліному P(x) (див Основна теорема алгебри). Основною властивістю уявної одиниці є те, що i2 = −1. Термін "уявне" використовується тому, що не існує такого дійсного числа, що б мало від'ємний квадрат.
Насправді існує два комплексні квадратні корені −1, а саме i і −i, так само як існує два комплексні квадратні корені будь-якого іншого дійсного числа, крім числа нуль.

## Константи з вищої математики
Наведені в цьому розділі сталі зустрічаються у задачах вищої математики.

### Константи Фейгенбаумаαіδ

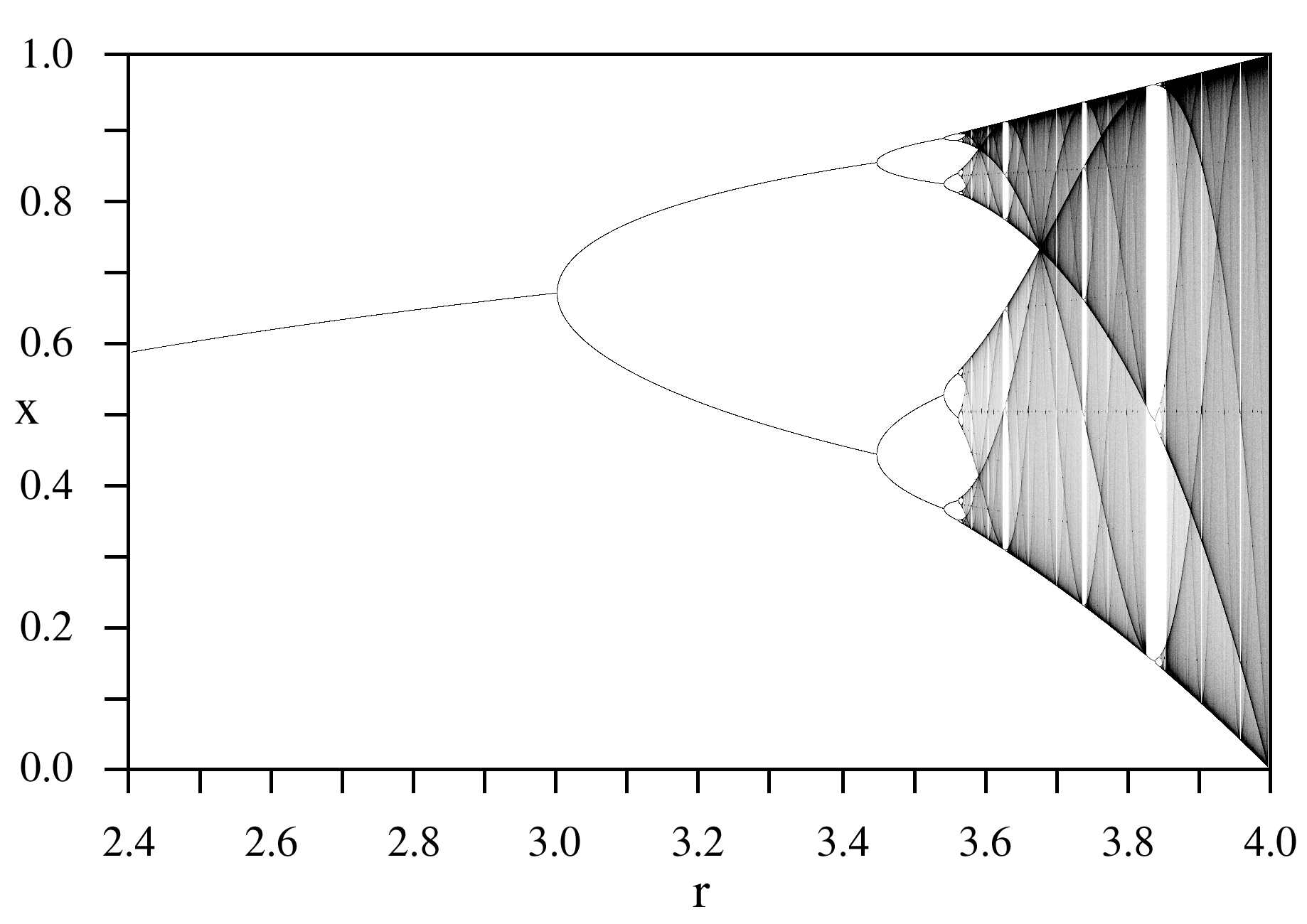
Діаграма біфуркації логістичного відображення.

Ітерації неперервних відображень є найпростішим прикладом моделювання динамічних систем. Із такого ітеративного процесу виникають дві константи Фейгенбаума, названі на честь математичного фізика Мітчелла Фейгенбаума. Ці констати є математичними інваріантами логістичних відображень із квадратичними точками максимумів і їх діаграм біфуркації.
Логістичне відображення це поліноміальне поліноміальне відображення, яку часто описують за допомогою архітипного прикладу того як вз дуже простих рівнянь не лінійної динаміки може виникнути хаотична поведінка. Це відображення було опубліковано у статті 1976 австралійського біолога Роберта Мейя, в рамках дослідження демографічної моделі дискретного часу аналогічної до логістичного рівняння, яке вперше створив П'єр Франсуа Ферхюльст. Різницеве рівняння призначене для описання двох ефектів відтворення популяції та голоду.
Числове значення α приблизно становить 2.5029. Числове значення δ приблизно є 4.6692.

### Стала Аперіζ(3)
Попри те, що вона є частковим значенням Дзета-функції Рімана, стала Апері природним чином зустрічається в багатьох фізичних задачах, зокрема в термах другого і третього порядку гіромагнітного співвідношення для електронів, розрахованого за допомогою квантової електродинаміки. Числовим значенням сталої ζ(3) приблизно є 1,2020569. Визначається вона наступним виразом:
{\displaystyle \zeta (3)=1+{\frac {1}{2^{3}}}+{\frac {1}{3^{3}}}+{\frac {1}{4^{3}}}+\cdots }

### Золотий перетинφ

Золоті прямокутники у ікосаедрі

Число φ, що називається золотим перетином, часто зустрічається у геометрії, зокрема при розгляді фігур із п'ятикутною симетрією. Дійсно, довжина діагоналі правильного п'ятикутника дорівнює числу φ помноженому на сторону. Вершини правильного ікосаедра утворюють три взаємно ортогональні золоті прямокутники. Воно також з'являється у послідовності Фібоначчі, і пов'язане зі зростанням за допомогою рекурсії. Кеплер в свою чергу довів, що воно є границею співвідношення послідовних чисел Фібоначі. Золотий перетин має найменшу збіжність із усіх ірраціональних чисел. Саме з цієї причини, золотий перетин є одним із найгірших випадків теореми апроксимації Лагранжа і є екстремальним випадком теореми Гурвіца для Діофантової апроксимації. Це може бути причиною, чому при зростанні рослин часто виникають кути близькі до золотого перетину. Золотий перетин приблизно дорівнює 1.6180339887498948482, або більш точно визначається як 2sin(54°) = {\displaystyle \scriptstyle {\frac {1+{\sqrt {5}}}{2}}.}

### Стала Ейлера—Маскероніγ

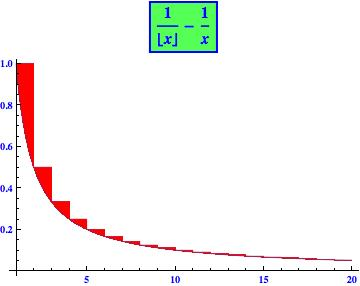
Площа між двома кривими (червоним) збігається до границі.

Стала Ейлера—Маскероні є важливою сталою із теорії чисел. Бельгійський математик Шарль Жан де ла Валле-Пуссен в 1898 довів, що якщо взяти будь-яке додатне число n і поділити його на кожне додатне ціле число m, що є меншим за n, середнє значення дробу, при якому відношення n/m є найближчим до наступного цілого прямує до {\displaystyle \gamma } (а не до 0.5) при n що прямує до нескінченності. Стала Ейлера—Маскероні також зустрічається у третій теоремі Мартенеса і має зв'язок із гамма функцією, Дзета-функцією Рімана і багатьма різними інтегралами і рядами.
Визначення сталої Ейлера—Маскероні виявляє тісний зв'язок між дискретністю і неперервністю (див зображення ліворуч).
Числове значення сталої {\displaystyle \gamma } приблизно становить 0.57721.

## Математичні цікавинки та невизначені константи

### Прості представлення наборів чисел

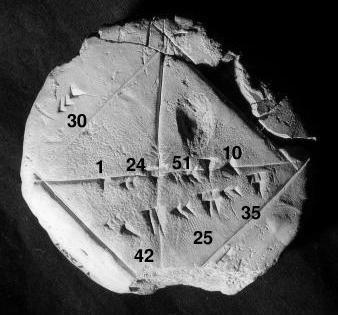
Ця Вавилонська глиняна табличка наводить наближення квадратного кореня із 2 за допомогою чотирьох шістдесяткових чисел: 1; 24, 51, 10, що є точними до шести десяткових чисел.

Деякі сталі, такі як квадратний корінь з двох, число Ліувілля і стала Чемперноуна :
{\displaystyle C_{10}=0.{\color {blue}{1}}2{\color {blue}{3}}4{\color {blue}{5}}6{\color {blue}{7}}8{\color {blue}{9}}10{\color {blue}{11}}12{\color {blue}{13}}14{\color {blue}{15}}16\dots }
не є важливими математичними інваріантами, але все ж таки викликають інтерес, оскільки є простими представниками особливих наборів чисел, вони є ірраціональними числами, трансцендентними числами і нормальними числами (із основою 10) відповідно. Відкриття ірраціональних чисел як правило приписують Піфагорійцю Гіппасу Метапонтському, який геометричним способом довів ірраціональність квадратного кореня із 2. Щодо числа Ліувілля, названого в честь французького математика Жозефа Ліувілля, то це було перше число, щодо якого було доведено, що воно є трансцендентним.

### Постійна ЧайтінаΩ
В Алгоритмічній теорії інформації, що є галуззю комп'ютерних наук, постійна Чайтіна це дійсне число, що представляє собою імовірність, що довільно обрана Машина Тюрінга зупиниться. Хоча постійна Чайтіна не є обчислюваною, було доведено, що воно є трансцендентним і нормальним числом. Постійна Чайтіна не універсальна, і значно залежить від числового кодування, що було використане для машин Тюрінга; однак, її основні цікаві властивості не залежать від кодування.

### Невизначені константи
У разі якщо константа невизначена, вона може ідентифікувати клас подібних об'єктів, як правило функцій, що є в практичному сенсі рівними з точністю до сталої, і можуть розглядатися 'подібними до сталої'. Такі сталі часто з'являються в задачах пов'язаних з інтегральними і диференціальними рівняннями. Хоча вони мають певне значення, значення таких невизначених констант неважливе.

#### В інтегралах
Невизначені інтеграли називаються так, тому що їх розв'язок є визначеним лише до сталої. Наприклад, якщо річ іде про поле дійсних чисел
{\displaystyle \int \cos x\ dx=\sin x+C}
де C, є сталою інтегрування — довільним дійсним числом. Іншими словами, яким би не було значення C, диференціювання виразу sin x + C по відношенню до x завжди дасть в результаті cos x.

#### В диференційних рівняннях
Аналогічним чином, константи з'являються при розв'язуванні диференційних рівнянь в яких не задано достатніх початкових значень або граничних умов. Наприклад, звичайне диференціальне рівняння y' = y(x) має розв'язок Cex де C є довільною сталою.
Маючи справу із диференціальними рівняннями із частинними похідними, сталі можуть бути функціями, що є сталими по відношенню до деяких змінних (але не обов'язково до всіх із них). Наприклад, наступне рівняння із частинними похідними
{\displaystyle {\frac {\partial f(x,y)}{\partial x}}=0}
має множину рішень f(x,y) = C(y), де C(y) є довільною функцією із змінною y.